# Служба військової контррозвідки (Польща)
Служба військової контррозвідки Польщі (пол. Służba Kontrwywiadu Wojskowego, SKW) — спецслужба Республіки Польща, що відповідає за захист від внутрішніх загроз національної безпеки і оборони Польщі та боєздатність польських збройних сил відповідно до Закону від 9 червня 2006 року. Перебуває в підпорядкуванні Міністерства національної оборони. Створена після розформування Військової інформаційної служби рішенням сейму Польщі 30 вересня 2006 р..
Штаб-квартира SKW розташована у місті Варшаві на вулиці Окуляри № 1.
Нині «SKW» очолює полковник Піотр Питель.

## Завдання
1. Виявлення, попередження і розслідування злочинів, скоєних військовослужбовцями Війська Польського та іншими співробітниками установ Міністерства національної оборони, в тому числі:
  - злочинів проти миру, людяності і воєнних злочинів, відповідно до визначення в главі XVI Закону від 6 червня 1997 р. Польської Республіки і в главі XVII Закону від 6 червня 1997 р.;
  - згаданих у статті 140 Закону від 6 червня 1997 р.;
  - згаданих у статтях 228–230 Закону від 6 червня 1997 р., де може бути загроза для безпеки і боєздатності польських збройних сил;
  - проти розкриття секретної інформації;
  - пов'язаних з торгівлею товарами, технологіями і послугами, що мають стратегічне значення для національної безпеки;
  - пов'язаних з терористичною діяльністю.
2. Взаємодія з військовою поліцією та іншими органами, уповноваженими розслідувати злочини, перелічені в пункті 1.
3. Виконання завдань із захисту держави.
4. Збір, аналіз, обробка інформації, яка може стосуватися до питань оборони, безпеки та боєздатності польських збройних сил;
5. проведення контррозвідувальних операцій у сфері радіоелектронної боротьби, а також для захисту криптографічних даних;
6. участь у плануванні та здійсненні контролю за виконанням міжнародних угод з роззброєння;
7. забезпечення безпеки військових частин та особового складу при виконання завдань за межами країни;
8. забезпечення безпеки науково-дослідних робіт на замовлення збройних сил Польщі, а також виробництва та збуту товарів, технологій і послуг для польських збройних сил;
9. інші функції, передбачені законодавством Польщі, а також міжнародними угодами Республіки Польща

## Структура
- Оперативне управління
- Рада захисту економічних інтересів Збройних Сил
- Рада захисту Збройних Сил
- Управління інформаційної безпеки
- Відділ технології та спостереження
- Управління радіоконтррозвідки
- Управління комунікацій та інформаційних технологій
- Управління охорони та внутрішньої безпеки
- Управління логістики
- Управління обліку та архівів
- Управління кадрів
- Управління з правових питань
- Відділ з фінансового нагляду
- Відділ внутрішнього аудиту
- Апарат начальника
  - Інспекція в Гдині
  - Інспекція в Кракові
  - Інспекція в Любліні
  - Інспекція в Познані
  - Інспекція у Варшаві

## Керівники
- Липень 2006 р. — 4 жовтня 2006 р.: Антоній Мацеревич, комісар по створенню військової контррозвідки
- 4 жовтня 2006 р. — 5 листопада 2007 р.: Антоній Мацеревич, начальник «SKW»
- 5 листопада — 20 листопада 2007 р.: Анджей Ковальський, «виконувач обов'язків» начальника «SKW»
- 20 листопада 2007 р. — 20 лютого 2008 р.: Гжегож Речка, «в. о.» начальника «SKW»
- 20 лютого 2008 р. — 20 травня 2008 р.: Януш Носек, «в. о.» начальника «SKW»
- 20 травня 2008 р. — 8 жовтня 2013 р.: Януш Носек, начальник «SKW»
- 9 жовтня 2013 р. — 10 січня 2014 р.: Піотр Питель, «в. о.» начальника «SKW»
- від 10 січня 2014 р.: Піотр Питель, начальник «SKW»[2]